# Кецховели, Николай Николаевич
Нико́ (Николай Николаевич) Кецхове́ли (груз. ნიკოლოზ (ნიკო) ნიკოლოზის ძე კეცხოველი, 1897/1898—1982) — грузинский советский ботаник, писатель и общественный деятель, академик Академии наук Грузинской ССР, заслуженный деятель науки Грузинской ССР, лауреат Государственной премии Грузинской ССР.

## Биография
Родился 26 декабря 1897 года (7 января 1898) в селе Тквиави Горийского уезда Тифлисской губернии. В 1918 году окончил Тифлисскую грузинскую гимназию, после чего поступил на математико-естествоведческий факультет Тифлисского государственного университета, где учился до 1926 года.
Первые научные работы посвящены борьбе с сорными растениями. В дальнейшем занимался геоботаническими, географическими, историческими и систематическими исследованиями.
С 1923 года работал препаратором на кафедре ботаники Тифлисского университета, затем — в должности ассистента. В 1932 году стал заведующим кафедрой, впоследствии руководил кафедрой ботаники Грузинского сельскохозяйственного института, кафедрой ботаники Грузинского зоотехнического ветеринарного учебно-исследовательского института, агробиологическим факультетом Тбилисского педагогического института, биологическим факультетом ТГУ. С 1934 года он был заместителем директора Института ботаники Грузинского филиала Академии наук.
Доктор биологических наук (1937), с 1938 года он — профессор Тбилисского государственного университета.

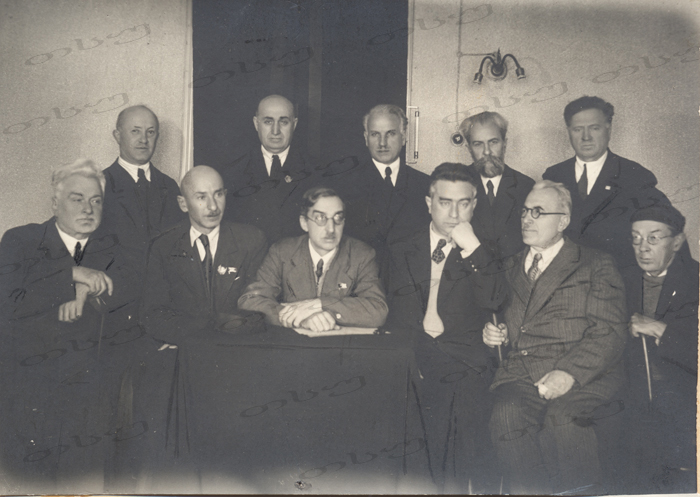
Первый президиум Академии наук Грузинской ССР : слева направо: Корнелий Кекелидзе, Николай Кецховели, Николай Мусхелишвили (председатель), Симон Джанашиа, Георгий Ахвледиани, Филипп Зайцев; Стоят: Александр Джанелидзе, Тарас Кварацхелия, Арнольд Чикобава, Георгий Чубинашвили, Акакий Шанидзе. 1941

В 1941 году при основании АН Грузинской ССР был избран её действительным членом, в 1943—1945 годах являлся её вице-президентом. С 1945 года — ректор Тбилисского государственного университета. С 1963 года — директор Института ботаники.
В 1980 году стал почётным гражданином города Тбилиси.
Скончался в 1982 году.

## Некоторые научные работы
- Основные типы растительного покрова Грузии, Тбилиси, 1935. (груз.)
- Геоботаническая карта Грузии, Тбилиси, 1936.
- Зоны культурных растений Грузии, Тбилиси, 1957.

## Некоторые виды, названные в честь Н. Кецховели
- Barbarea ketzkhovelii Mardal., 1977 [≡ Barbamine ketzkhovelii (Mardal.) A.P.Khokhr., 1997]
- Dianthus ketzkhovelii Makaschv., 1947
- Pyrus ketzkhovelii Kuth., 1947
- Scorzonera ketzkhovelii Sosn. ex Grossh. & Sosn., 1938
- Tragopogon ketzkhovelii Kuth., 1951